# Istiaia-Aidipsos
Istiaia-Aidipsos (Grieks: Ιστιαία-Αιδηψός) is sedert 2011 een fusiegemeente (dimos) in de Griekse bestuurlijke regio (periferia) Centraal-Griekenland.
De vijf deelgemeenten (dimotiki enotita) van de fusiegemeente zijn:
- Aidipsos (Αιδηψός)
- Artemisio (Αρτεμίσιο)
- Istiaia (Ιστιαία)
- Lichada (Λιχάδα)
- Oreoi (Ωρεοί)